# ساتوشی کوکینو
ساتوشی کوکینو (انگلیسی: Satoshi Kukino؛ زادهٔ ۱۶ آوریل ۱۹۸۷) بازیکن فوتبال اهل ژاپن است.
از باشگاه‌هایی که در آن بازی کرده‌است می‌توان به باشگاه فوتبال کاوازاکی فرونتال اشاره کرد.